# Matelica
Matelica est une commune italienne d'environ 9 380 habitants (2022), située dans la province de Macerata, dans la région Marches, en Italie centrale.

## Géographie
Matelica est située à 354 m d’altitude, dans la vallée de la rivière Esino, la seule vallée des Marches qui se développe - au moins partiellement - du nord au sud. Le territoire est principalement vallonné, avec les montagnes qui le bordent sur les côtés de la vallée, y compris le mont San Vicino.

## Origines du nom
L’origine du nom Matelica est obscure et se perd dans la brume des temps anciens : dans le monde entier, il n’existe aucun autre lieu ou ville portant ce nom, et très rares sont ceux qui se terminent avec la même désinence. Si Pline l’Ancien appelle la ville Matilica Matilicatis, aucun terme latin s’en rapproche qui pourrait lui conférer un sens, sinon à mater liquoris, mère des eaux, mais aucune rivière ne naît dans son territoire. On atteste l’intéressante assonance avec Mensa Matellica, hameau de Ravenne, site datant de l’âge du Bronze. Aussi, le nom pourrait-il être d’origine celtique et signifier pays des prés, de la matten celtique, qui signifie prairie. Encore plus hasardeuse est une supposition d’origine grecque, les Grecs étant installés dans la voisine Ancône : du grec metelis, lieu de délices. Si l’on considère l’ancien nom dialectal de la Ville : Matelga, alors il pourrait être intéressant de considérer le mot teleg, qui dans de nombreuses langues antiques, comme les langues sémitiques, signifie neige, et donc lieu couvert de neige. 

## Histoire
Les origines de la ville de Matelica remontent au Paléolithique. Les Ombriens s’étaient déjà installés en 2000 av. J.-C., dans la vallée de la rivière Esino, où se trouve la ville. La naissance véritable du centre habité remonterait à la rencontre des populations ombriennes et picènes. Les Piceni, peuple provenant des Abruzzes et de la région d'Ascoli, construisirent le premier centre habité véritable, en exploitant les anciennes installations.

### Sous l’Empire romain
Avec l’arrivée des Romains, la ville subit un changement rapide ; après la bataille du Sentino (295 avant J.-C.), à quelques kilomètres de Matelica, la ville fut assujettie aux nouveaux conquérants. Les terres contiguës à la ville furent réparties entre les légionnaires vétérans et il y eut un rapide processus de romanisation de toute la zone.
Après la guerre sociale, la citoyenneté romaine fut étendue d’abord aux Latins, puis aux Ombriens et ensuite à toute la péninsule ; en 70 av. J.-C., Matelica devint municipalité romaine, en construisant sa structure politique sur la ligne de celle de l’Urbe : commandée par un duumvir, aidé par cinq censeurs et un protecteur qui défendait les droits de la ville près de Rome.
Matelica est inscrite dans la tribu Cornelia et en 101 après J.-C. la ville accueille l’empereur Trajan en partance pour la Dacie d’Ancône. Par la suite, le général Caius Arrius Clementus, qui avait visité la ville à la suite de l’empereur, sera nommé Conservateur du Municipe.

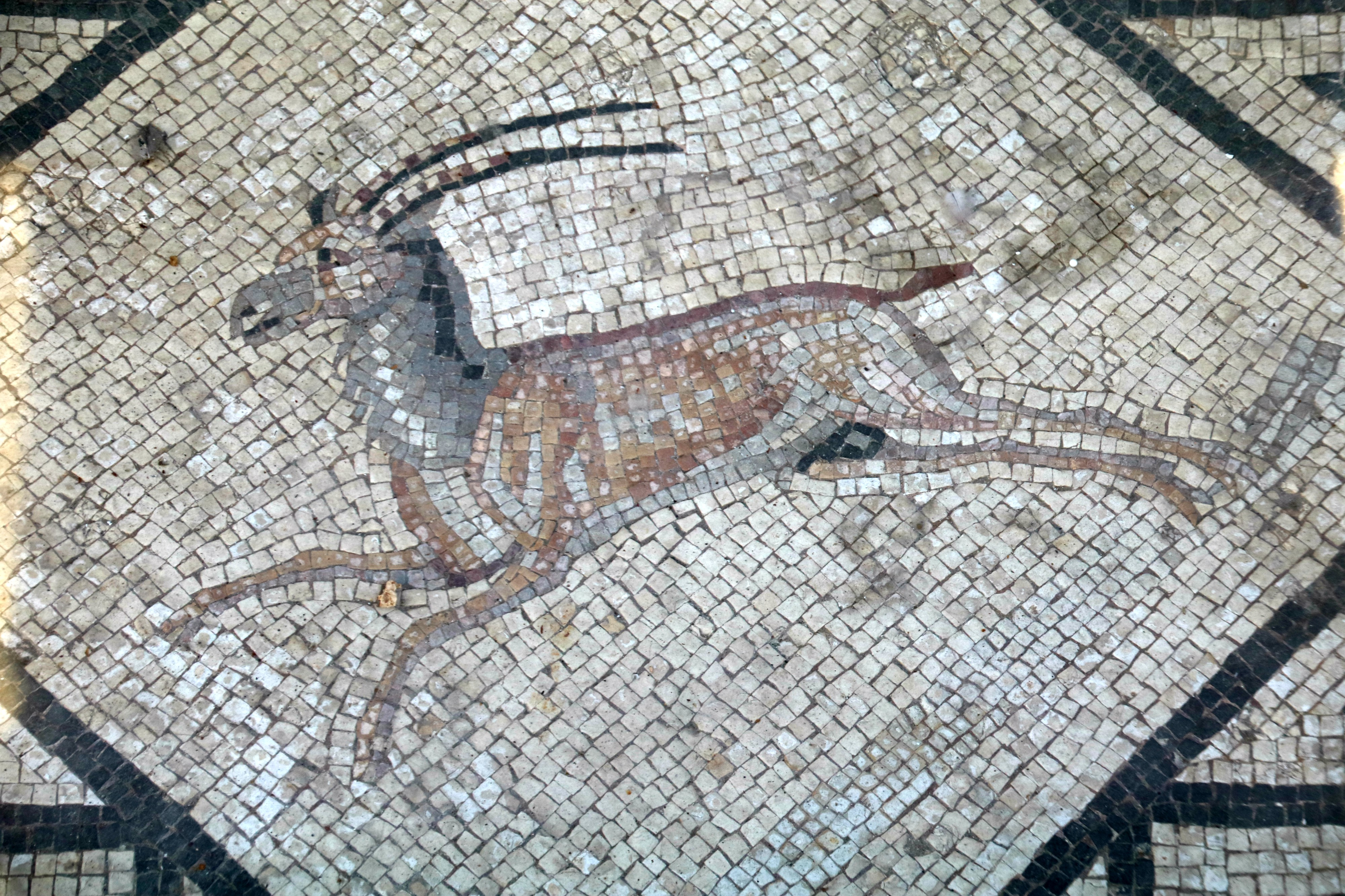
Détail de mosaïque polychrome avec figures animales d’une Domus, Ier ou IIe siècle Matelica

Avec l’avènement de la Chrétienté sur l’Empire, Matelica fut siège épiscopal dès 400 après J.C. L’évêque resta la seule autorité après la chute de l’Empire : la ville se retrouva sujette à des incursions barbares et la population souffrit de la faim à cause des famines et des invasions.En 552, la bataille entre Totila et Narsete à Gualdo Tadino est décisive pour l’avenir de la ville. La défaite des Goths fit fuir leur roi, qui arriva à Matelica où il mourut et fut enterré. Les Byzantins qui le poursuivaient atteignent la ville et l’annexent à leur empire. Jusqu’à l’invasion des Lombards, la ville vécut une petite période de paix et de prospérité. Les nouveaux envahisseurs, vaincus par les Byzantins, la détruisirent en 578 après J.-C. Dès lors, la ville passa sous le diocèse de Camerino.

### Haut Moyen Âge
Avec l’arrivée des Francs, la ville fut reconstruite et, après 800 après J.C., comme beaucoup d’autres villes, elle fut assujettie à des comtes, qui représentaient l’empereur du Saint-Empire romain germanique puis le roi d’Italie. La ville, bien que formellement sous la domination du Saint-Siège, fut incorporée dans la Marche d’Ancône et donc soumise au pouvoir impérial. Le plus célèbre d’entre eux, le comte Attone, mena, en 964 après J.-C., une partie des troupes d’Hugues roi d’Italie contre celles du Duc de Spolète, Ascaro, près de Camerino, où ils perdirent la vie.

### La commune (1100 à 1200)
Lorsque l’empereur Frédéric Barberousse retourna en Allemagne, Matelica se révolta contre l’empire et chassa les comtes Ottoniens, et se constitua libre commune, soutenu par deux consuls d’origine nobiliaire. Le retour de l’empereur en Italie provoque de nouvelles guerres dans la Marche et l’archevêque de Mayence Christian, fidèle au pape Alexandre III, rase la ville en 1174.
La communauté de Matelica fit une série de pactes avec les fils du comte Othon, qui jurèrent fidélité et s’engagèrent à la protéger ; de cette façon la ville fut reconstruite, grâce aussi à l’appui de l’Empereur Frédéric II de Hohenstaufen, qui s’était pacifié avec le pape en 1185. Le comte Othon ne se rend pas et, profitant de la volonté d’expansion de la voisine Camerino, construit une ligue entre celle-ci et les communes de Fabriano, San Severino, Tolentino, Cingoli, Recanati et Civitanova.

### Trecento
Au début du XIVe siècle, Matelica conclut une alliance de nature militaire et administrative, sous la supervision du gouverneur pontifical, avec les villes de Fabriano, Camerino et San Severino. Les quatre contractants s’engageaient à se prêter mutuellement secours et aide, en plus de respecter les édits des autres. Cela n’empêcha pas certaines escarmouches, mais la paix renouvelée permit à la ville de pouvoir se consacrer plusieurs fois aux révoltes intestines à l’État de l’Église, se rangeant parfois aux Guelfes et aux Gibelins. La Commune était gouvernée, outre par le Podestat, par le Capitaine du Peuple et par le Conseil des Anciens ; au gouvernement de la ville participaient des Recteurs et des Conseillers des diverses corporations artisanales constituant le noyau principal du Conseil citadin. Elles étaient neuf : Notaires, Marchands, Cordonniers, Forgerons, Tourneurs, Tisserands, Charpentiers, Tailleurs et Maçons. C’est à cette époque que se formèrent les Sociétés et Compagnies d’Armes, pour la défense et la sécurité de la ville. Pendant ce temps, les Othons se rétablissent à Matelica et commencent à s’immiscer de plus en plus profondément dans la vie politique.

### La seigneurie des Othons
À la fin du XIVe siècle, le vicariat de la ville est confié par le pape Boniface IX aux Othons. Cette famille, dans un premier temps, laissa inchangée la structure communale, pour ensuite lentement la supprimer et centraliser tous les pouvoirs sur elle.
Les Othons commencèrent alors une réforme fiscale, ils promurent le développement de l’industrie de la laine, de la teinturerie et du tannage, ils restaurèrent les murs, ils construisirent le clocher de la cathédrale, surtout sous la conduite d’Alexandre Othon, Ils essayèrent à plusieurs reprises de définir une fois pour toutes les frontières avec San Severino et Camerino. Au début du XVIe siècle, les commerces et les rues s’agrandirent, si bien qu’on pouvait compter cent dix marchands dans la Ville. Certains choix de nature ecclésiastique irritent le peuple et avec la seigneurie d’Antoine Marie Othon commence le mécontentement général, dû surtout à la cruauté excessive et la tyrannie de ce dernier, qui n’hésite pas à incarcérer et à tuer ses adversaires politiques. À cause de cette conduite tyrannique, les relations avec les Matelicates étaient tellement tendues que certains citoyens, en février 1545, fomentent une conspiration dans le but de tuer des membres de la famille, mais le complot est découvert par un certain Falcone da Falconara. Après tant de luttes, y compris au sein de la famille, et de nombreux voyages de délégation des citoyens à Rome, le pape Grégoire XIII dépouille définitivement les Othons du vicariat en 1576. En 1578, Nicolò d’Aragon, gouverneur général de la Marche d'Ancône, prend possession de la Ville au nom du Siège apostolique. Matelica fut ainsi gouvernée par un Commissaire apostolique envoyé par le Pape.

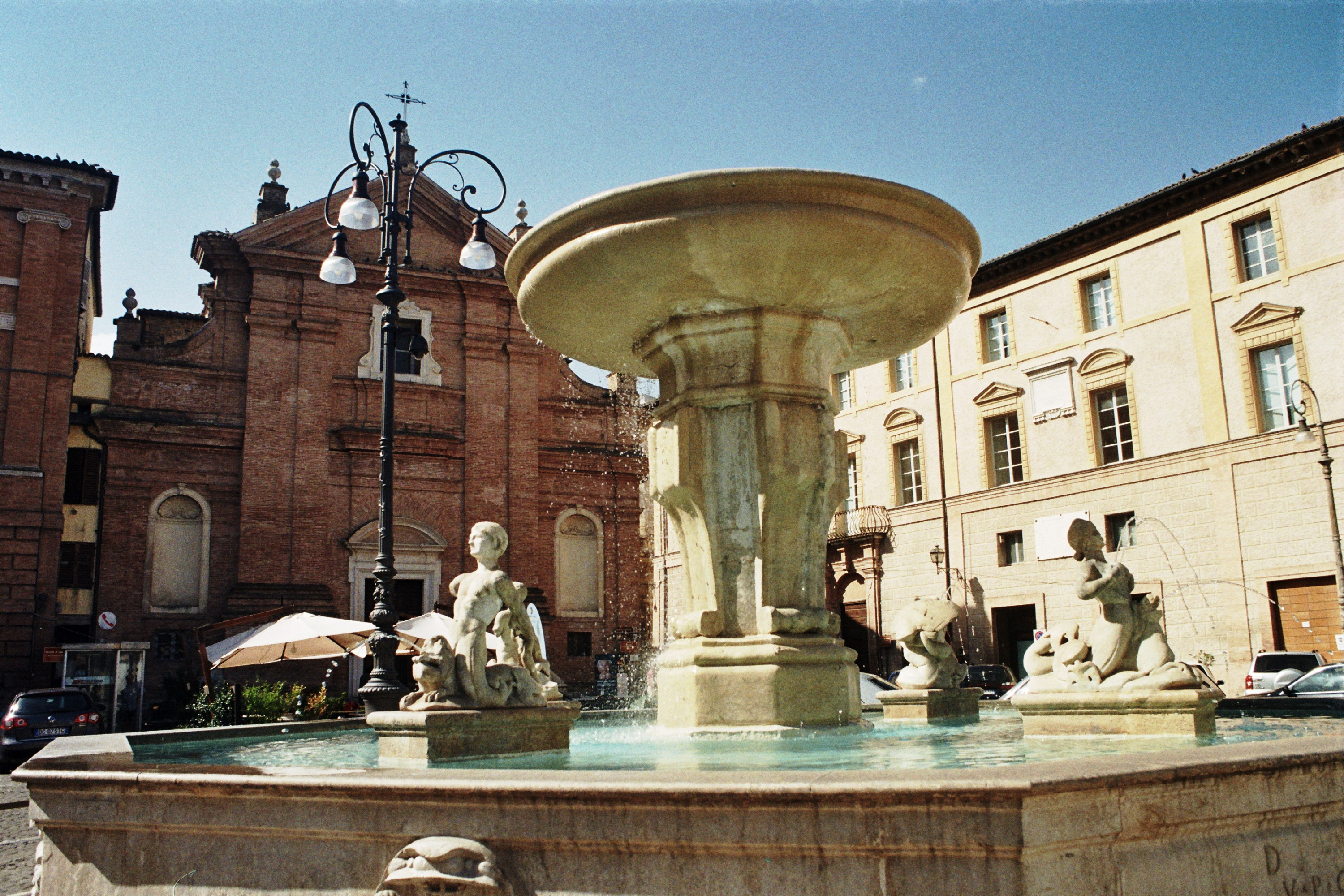
Fontaine octogonale de l'époque seigneuriale.

### Après la période seigneuriale
Avec le pape Paul V, en 1618, Matelica fut confiée à un Gouverneur indépendant de celui de la Marche, avec pleine juridiction, et pour cette reconnaissance le blason de Paul V Borghese fut élevé sur les portes des principaux édifices publics. Matelica conserve l’ancienne division de la ville en quatre quartiers : Santa Maria, Campamante, Civita et Civitella.
À la tête de chaque quartier fut placé un Prieur, faisant partie de droit du Conseil général. L’administration de la Ville était dirigée par un Gonfalonnier et trois prieurs, élus au Conseil général. La population accepta pacifiquement le nouveau gouvernement, dans lequel elle vit une période de paix après des siècles de luttes internes. 
En 1692, la citoyenneté se réconcilie avec les comtes Othons, les nommant citoyens honoraires.
En 1761, la ville fut rebâtie siège épiscopal, (...) avec Fabriano.

### L’époque napoléonienne et le Risorgimento
L’arrivée des troupes napoléoniennes supprime l’évêché et, avec l’introduction de la libéralisation du commerce, la ville subit un fort déclin industriel, surtout dans le secteur de la laine. Le retour sous les États pontificaux fut presque un soulagement pour la population, qui toutefois hissa les drapeaux tricolores pendant les émeutes de 1848 sur le Palais de la Commune par solidarité avec les révoltés de toute l’Italie. Après la bataille de Castelfidardo, les drapeaux furent à nouveau exposés dans la ville et, dans le plébiscite, le "oui" à l’union au royaume d’Italie gagna à une majorité écrasante.

### Du royaume d’Italie à nos jours

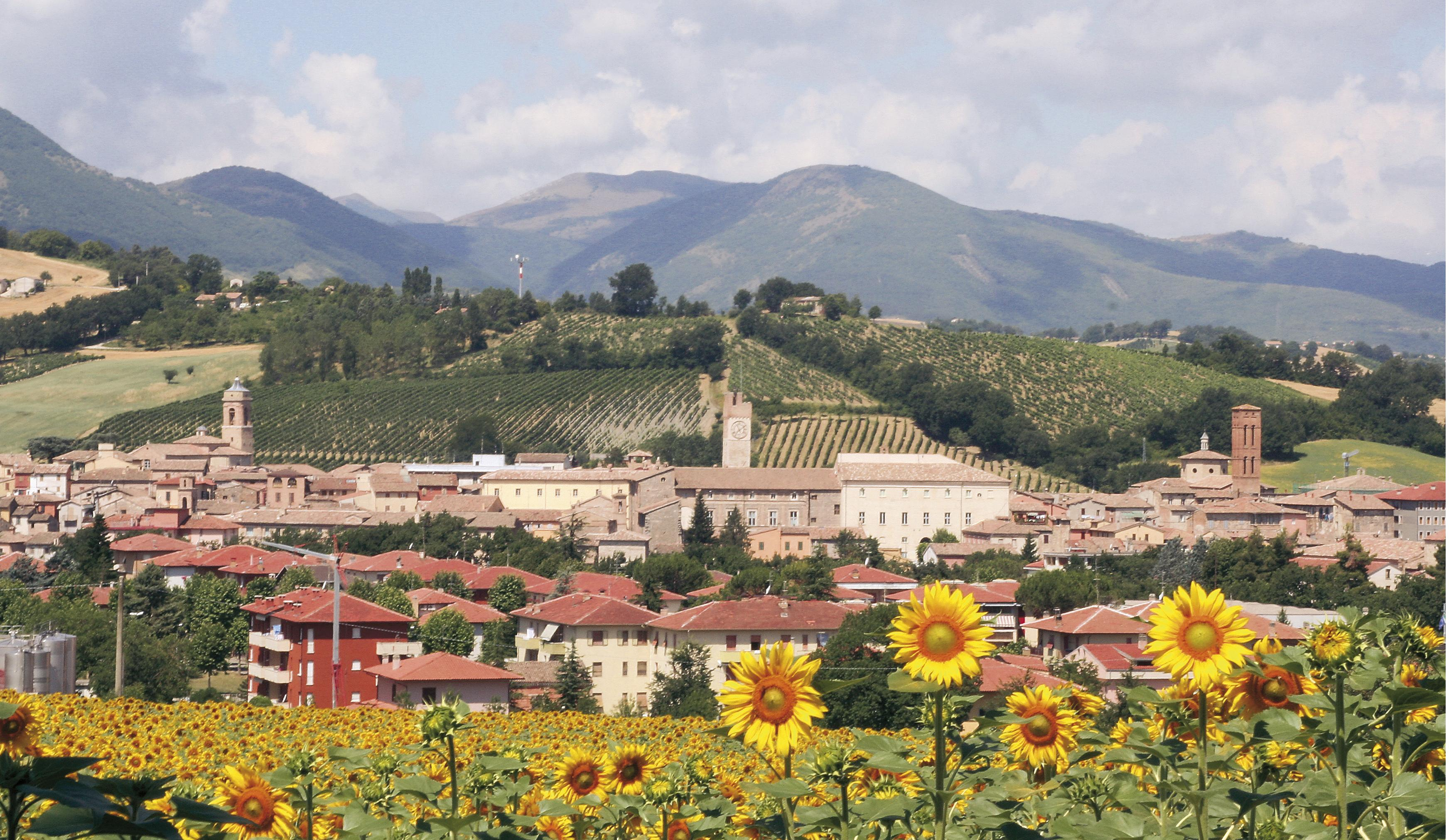
Panorama de Matelica

La nouvelle situation ramena le libre-échange et l’activité industrielle devint agricole, appauvrissant ainsi toute la population. Il y eut beaucoup de matelicates qui s’exilèrent pendant la Première Guerre mondiale, et la ville subit, comme tant d’autres, de nombreux deuils. Au cours de la Seconde Guerre mondiale, Matelica accueillit un bataillon de soldats italiens, qui, après l’armistice, furent cachés par les habitants et, avec les jeunes du lieu et quelques soldats étrangers, formèrent la résistance locale. Le guide spirituel des partisans, Don Enrico Pocognoni, a été tué par les nazis dans le massacre de Braccano le 24 mars 1944. Après la guerre, grâce à l’intérêt d’Enrico Mattei, l’activité industrielle reprit fortement.

## Économie
L’économie est passée de l’Agriculture à l’Industrie au cours du siècle dernier. Les champs cultivés entourent la ville, et l’activité principale est la production de raisins de cuve. L’industrie s’est beaucoup développée avec l’aide de Enrico Mattei, et la ville peut se vanter de quelques grandes usines et entreprises qui vont des secteurs de l’informatique (Halley Informatica, leader dans le secteur des logiciels pour communes), à celui des bouteilles de gaz (grâce aux usines Merloni), à la couture (dernier vestige de l’activité textile, aujourd’hui propriété du Groupe Armani), ainsi que de nombreuses petites entreprises locales. Récemment, la ville a connu un véritable boom économique commercial, avec l’ouverture, en trois ans, de deux centres commerciaux, un multiplex et plusieurs nouveaux magasins dans le centre historique grâce à sa position intermédiaire entre Macerata et Fabriano.

## Culture

### Université
Matelica est le siège détaché de l’Université de Camerino de la faculté de Médecine Vétérinaire.

### Évènements culturels
L’un des principaux événements de l’été matelicate est le Festival International du Folklore en partenariat avec la Région des Marches. Né de l’exigence de l’Association Folklorique "Ville de Matelica" de réaliser des échanges culturels avec d’autres formations italiennes et étrangères, il représente un moment de rencontre entre cultures et traditions différentes, unies dans un grand spectacle de sons et lumières, un rendez-vous avec les danses et les voix du monde entier.

### Prix de la Biennale de la FictionMatelica - Libero Bigiaretti
La Commune de Matelica a créé le Prix de la Biennale de Fiction de Matelica en l’honneur de l'écrivain Libero Bigiaretti. La Biennale se déroule depuis 1998 au Théâtre communal "Giuseppe Piermarini » où un jury scientifique sélectionne trois finalistes, tandis que le gagnant est choisi par un jury populaire.

### Production du vin des Vignes de Matelica
Premier vin reconnu DOC de la Région des Marches depuis 1967, le Verdicchio de Matelica est de couleur jaune paille, avec son odeur caractéristique, délicate, fraiche avec des arômes de pêche. C'est un vin sec, frais, légèrement amer (amarognolo) exporté réputé dans toute l’Italie.  

## Monuments et patrimoine

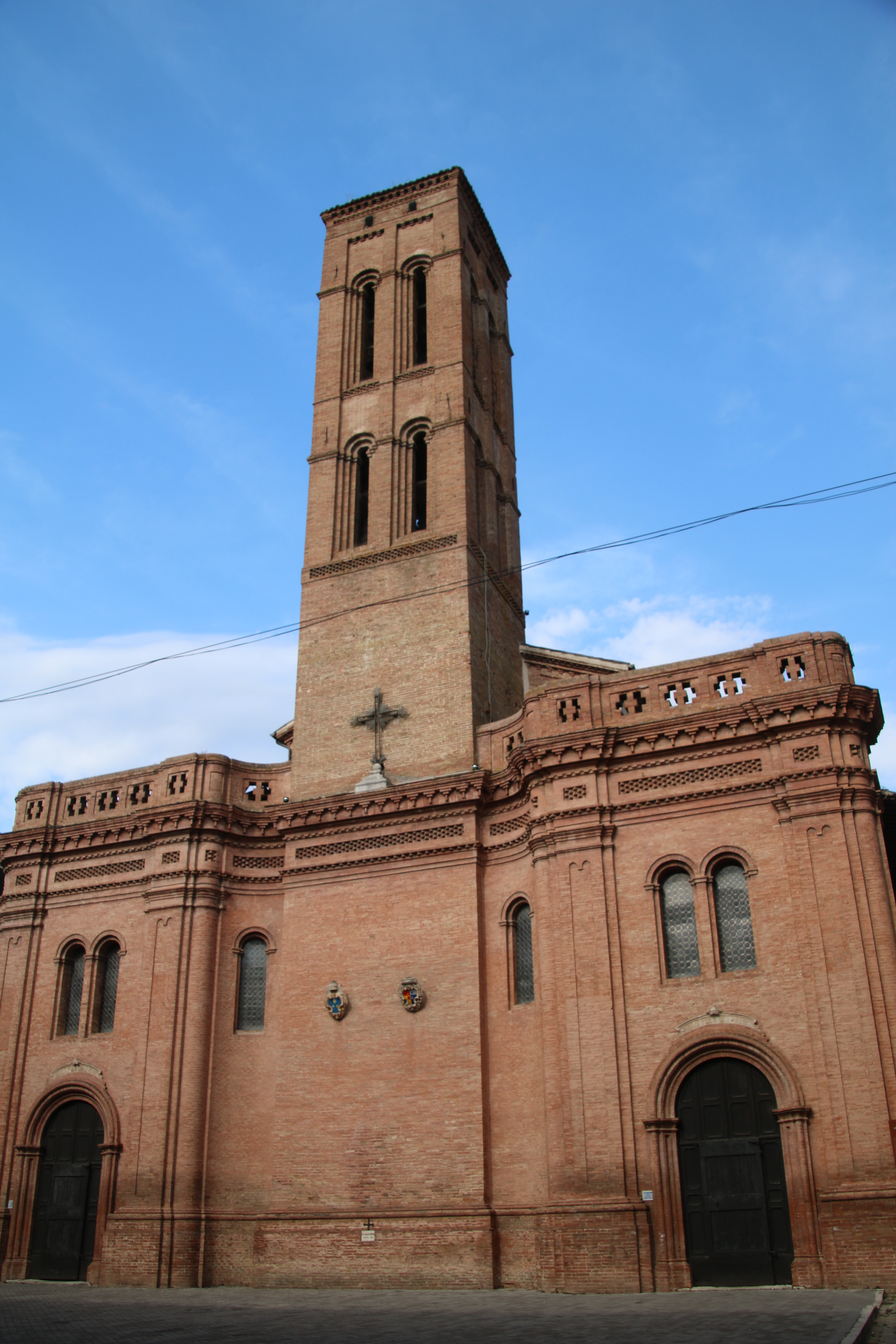
Concathédrale de Santa Maria Assunta

### Architecture Religieuse

#### La Concathédrale de Santa Maria Assunta de Matelica.
La première cathédrale de Matelica a été érigée dans le cœur historique de la ville. Elle a été abandonnée lorsque l’évêché a disparu et a été démoli en 1530. L’église de Santa Maria della Piazza lui avait déjà succédé vers le milieu du XVe siècle, et elle devint plus tard Concathédrale sous le nom de Santa Maria Assunta en 1785. 

#### Église de la Bienheureuse Mattia.
Construite en 1255, il ne reste plus rien de l’ancienne structure ; le plus ancien signe est le clocher, datant du XVe siècle, tandis que sont bien visibles les restructurations opérées dans le temps, qui ont donné à l’église son style baroque, presque rococo. Le monastère des clarisses le plus ancien de Matelica y est annexé, ainsi que le plus célèbre pour le souvenir de la bienheureuse Mattia Nazzarei (1253-1320), qui y vécut saintement. Le monastère et l’église ont quelques toiles de valeur. Particulièrement appréciables sont la Croix du XIIIe siècle, peinte par un anonyme des Marches, une Vierge à l’Enfant de la fin du XIIIe siècle et une autre du XVe siècle attribuée audit Maître du Berceau, appartenant au cercle de Gentile da Fabriano. 

#### Église San Francesco

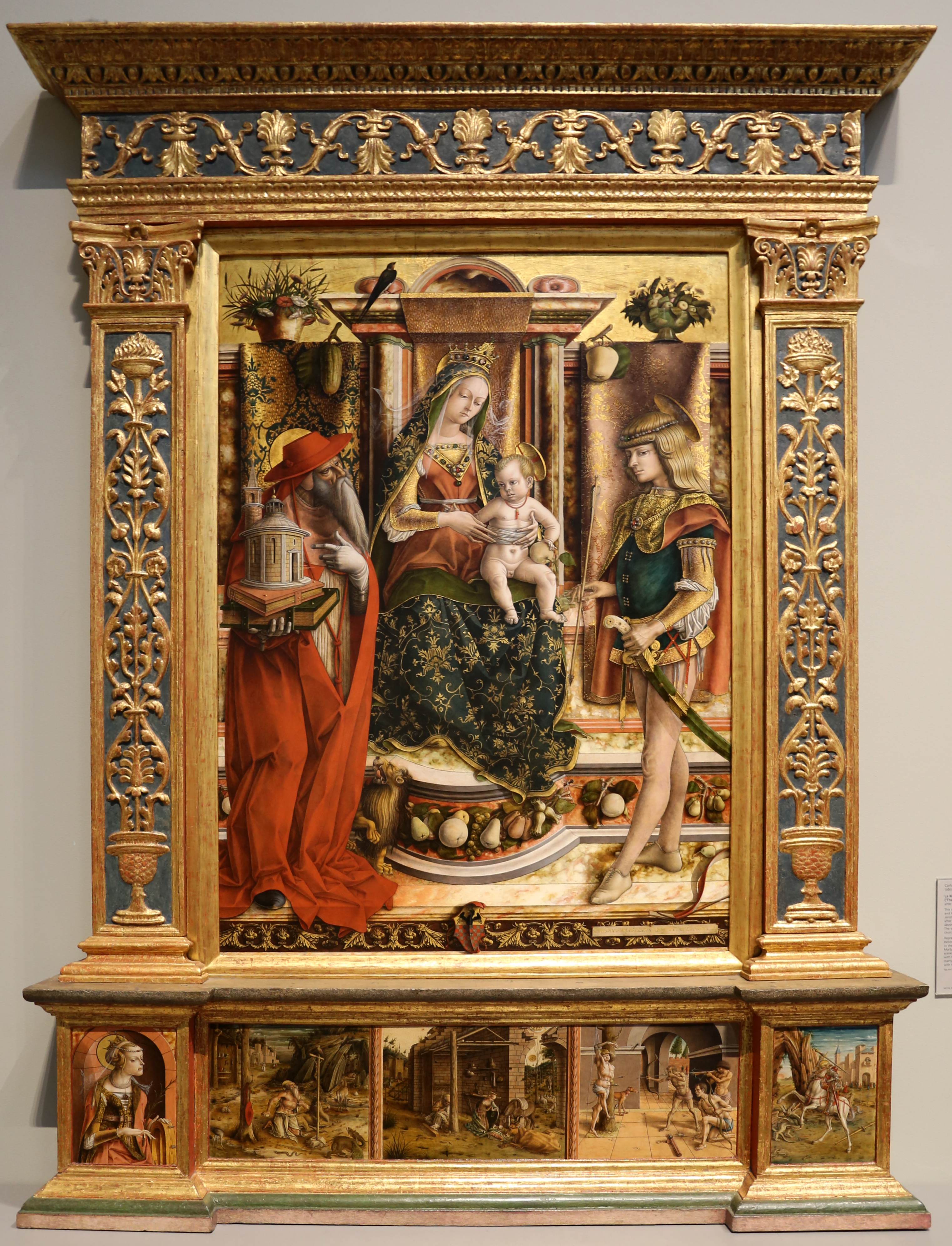
Madone de l’Hirondelle, après 1490 de Carlo Crivelli peinte pour l’église san Francesco de Matelica. Aujourd’hui à la National Gallery de Londres.

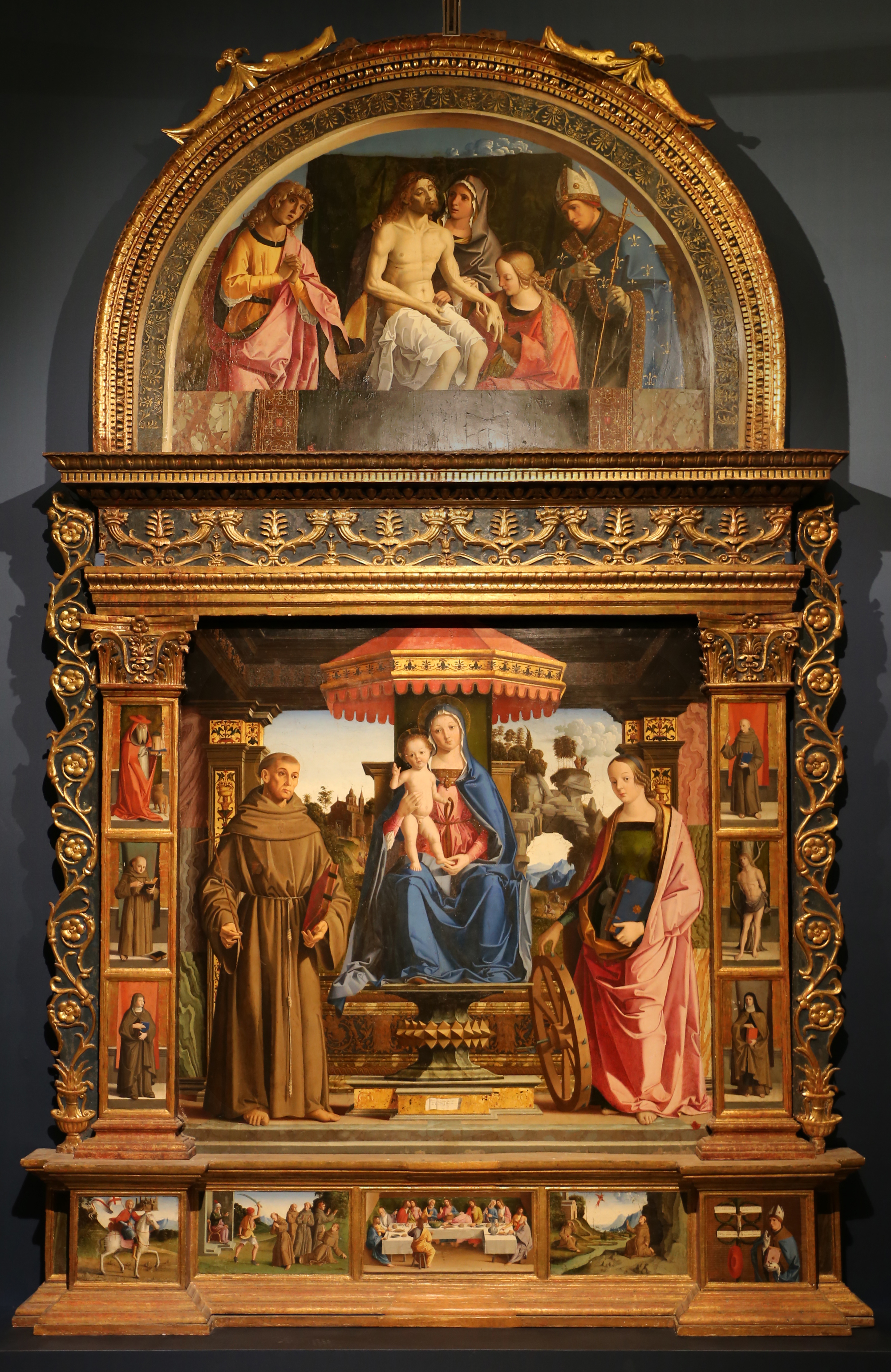
Madone à l’Enfant avec saints de Marco Palmezzano, 1501, Eglise San Francesco de Matelica

Situé sur la place San Francesco, le bâtiment primitif (1240-1260) était de style roman, comme on le voit sur le portail et sur la trifora, maintenant cachée derrière le grenier. Le tableau actuel, remanié et incomplet, remonte à la première moitié du XVIIIe siècle. Alors que l’escalier date de 1970. Dans l’Atrium du mur, à droite, il y a une petite plaque, avec la figure en relief d’un ecclésiastique en vêtements sacerdotaux et avec les bras écartés. 
L’inscription au-dessus du chef (AOP : LAPI) est interprétée : SIGNUM DOMINI LAPI (Sceau de Monsieur Lapi) relativement à un abbé de l’ancien monastère de Roti, près de Braccano. Giovanni Serodine, déjà dans les années 1623-1625, fut actif dans la décoration picturale et en stuc de la chapelle Mozzanti.  
À l’intérieur, la nef, en léger baroque (première moitié du XVIIe siècle), s’impose par sa grandeur fascinante et par des œuvres d’art remarquables : confessionnaux en noyer à colons tortillas du XVIIe siècle, Viae Crucis, exécutés entre 1740 et 1750, médaillons des premières décennies du XIXe siècle, attribués au père franciscain Antonio Favini (1749-1843), une toile du disciple de Melozzo da Forli : Marco Palmezzano de 1502 (Vierge à l’Enfant sur le trône). Sur les murs du chœur, des fragments intéressants de fresques de l’école Giottesque des Marches avec Histoires de la vie de saint François.
Dans La Chapelle Othon de l’église San Francesco, figurait le célèbre retable de la Madone de l’Hirondelle de Carlo Crivelli peint pour le lieu après 1490, et aujourd’hui consigné à la National Gallery de Londres.

#### Église du suffrage ou des âmes purgatoires

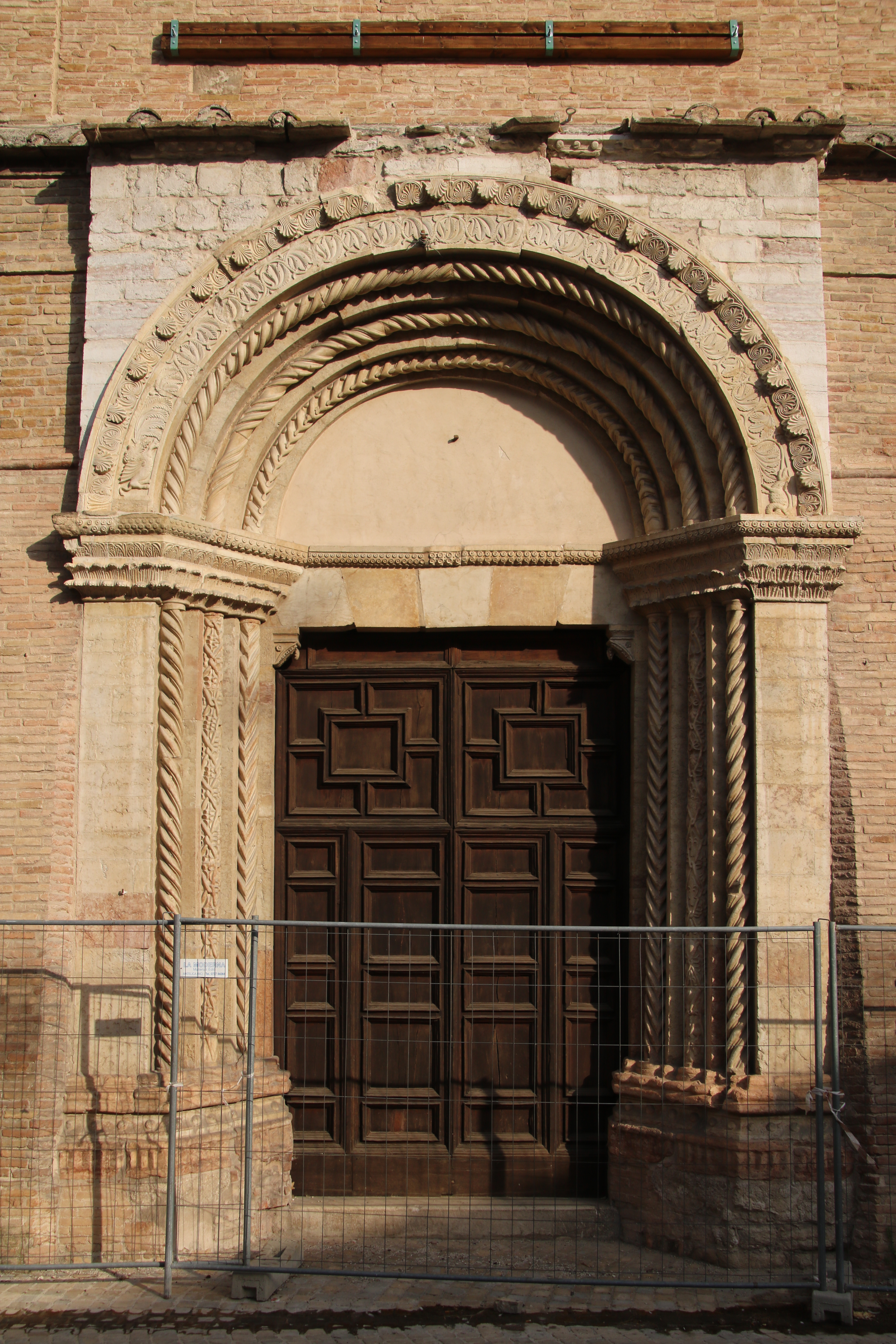
portail de l’église de saint Augustin

Avec sa masse proportionnée et élégante, l’église du Suffrage domine la place Enrico Mattei, en complétant l’harmonie entre les bâtiments qui l'entourent. Elle fut construite en 1690 avec les offrandes des citoyens sur la zone d’une église plus ancienne dédiée à Saint Sébastien, patron de la Ville. Elle fut consacrée en 1715. En croix grecque, dans son élégance mesurée, elle renferme de bons tableaux, dont le Crucifix et les Âmes Purgatoires de Salvator Rosa. Dans la chapelle à gauche se trouve une statue renaissante de Saint Sébastien datée de 1585.

#### Église de Saint Augustin
Elle date du XIVe siècle ; la façade s’orne d’un riche portail roman, incliné en avant, seul témoignage de la construction primitive. L’intérieur, rénové au XVIIe siècle, est de plan basilical à trois nefs sur des piliers, surmonté d’une coupole. Dans le presbytère, à droite, Noli me tangere, toile d’Ercole Ramazzani; à gauche, le Christ sous le pressoir, toile du XVIIe siècle d’un peintre inconnu mais d’exceptionnel tenue. Au fond de la nef gauche, une Madone à l'Enfant et saints, autre toile de Ramazzani, signée et datée de 1588; sur l’autel du transept gauche, Extase de Saint François attribuée à Guercino ; au troisième autel gauche, Crucifix en bois sculpté du XVe siècle.

#### Église de San Rocco
Non loin de la Porta della Valle, aujourd’hui démolie, elle fut construite en 1529. Les dimensions réduites la qualifient immédiatement de chapelle votive édifiée par la communauté pour éviter l’éloignement de la peste. L’installation planimétrique est en croix grecque avec un plafond à croisière composite étoilée. Une récente restauration a éliminé la peinture en découvrant la brique avec un procédé qui, s’il exalte les caractéristiques structurelles du petit temple, ne respecte pas beaucoup la réalité historique du bâtiment, qui appartient au XVIe siècle. L’intérieur étant Modifié  dans ses caractéristiques coloristiques, reste très intéressante la structure extérieure, à partir de laquelle transparaît la dynamique de construction de l’ensemble : un cube inséré dans une installation en croix grecque. En résulte un balayage tripartite des murs périmétriques en profondeur, balayage répété sur les quatre fronts du temple. Elle se qualifie de l’extérieur comme structure organiquement articulée dans le cadre d’un système composé qui prévoit une forte poussée dynamique à l’intérieur d’un châssis rigide géométrique.

#### Église de Regina Pacis
Voulue fortement par le Curé Franco Paglioni, et projetée par l’architecte Piero Sampaolo, l’église a été remise à ses fidèles le 8 décembre 2000. Sa structure est entièrement en béton armé, l’extérieur est en brique et le toit en bois.

#### Monastère de Sainte Marie Nouvelle
Il est situé juste à l’extérieur des murs du château, du côté du quartier de la Vieille. L’église a été entièrement reconstruite dans les premières décennies du XVIIIe siècle, en utilisant, cependant, les éléments d’ameublement sacré de l’église précédente. De cette façon, le précieux autel en bois attribué à Paris Scipione a été sauvé et est encore visible. Le monastère fut transformé en hôpital pour invalides en 1870 et abrite encore aujourd’hui une maison de retraite pour personnes âgées.

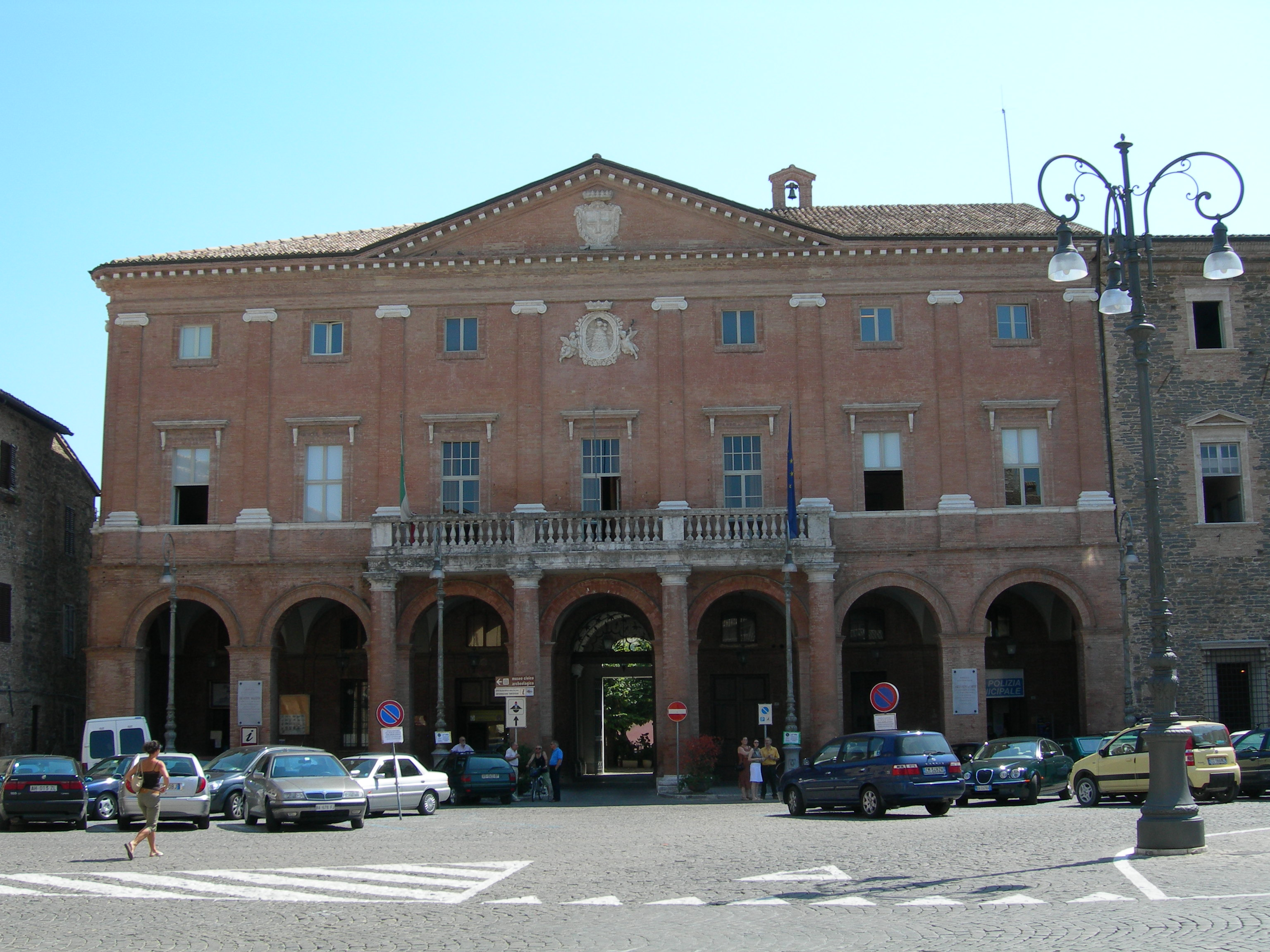
Palais de la Commune

### Architecture civile

#### Palais de la Commune
Le bâtiment, appartenant à la famille Scotti de Narni, parents proches des Othon, a été acheté par la municipalité de Matelica en 1606 pour avoir des bureaux plus fonctionnels. Au moment de l’achat, le palais présentait de graves dommages qui mettaient sérieusement en danger sa stabilité et son maintien sur la place principale. Ce n’est qu’à la fin du XIXe siècle que le palais redevint une construction stable et sûre. À l’intérieur du palais, on peut admirer la plaque de Caio Arrio et une toile représentant Sant’Onofrio di Salvatore Rosa. Sous les armoiries de la ville est représentée la Madone de Lorette protectrice de la ville. En outre, la ville possède une collection de dessins du portraitiste de Matelica Raffaele Fidanza (1797-1846)

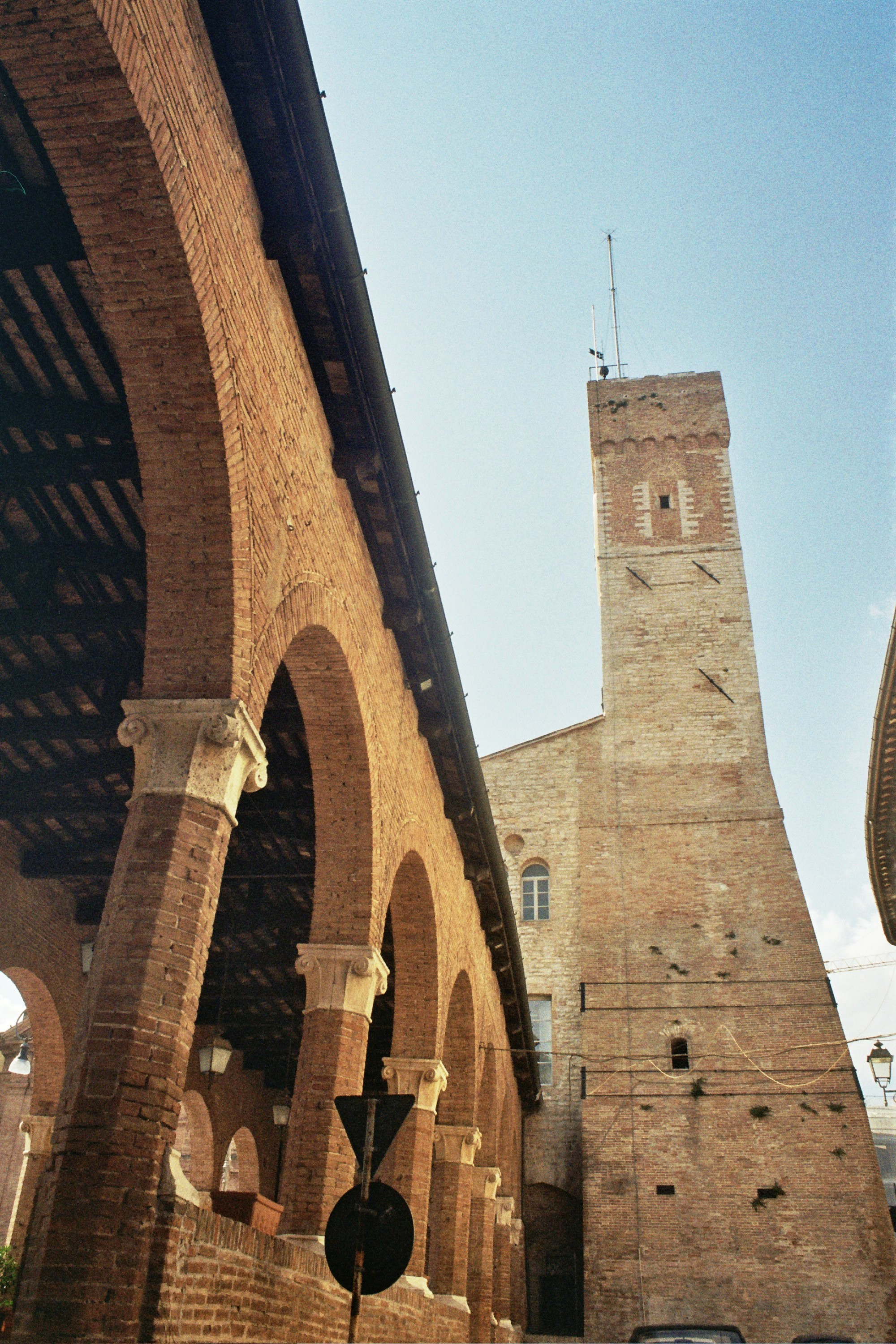
Tour civique

#### Palais du Gouverneur (ou Palais des Préteurs) et la Tour civique
Le nom provient de la résidence dans le palais, construit sur ordre d’Othon IV, du Lieutenant impérial. Les rénovations ont été nombreuses, certainement pas toutes respectueuses du style original, mais néanmoins le palais apporte à la place principale une touche avantageuse. Le bâtiment est fusionné avec la Tour Civique, dont la base, pour certains, pourrait être contemporaine du bâtiment, tandis que pour d’autres, elle pourrait remonter à une époque antérieure à 1175. La tour a été surélevée à la fin du XVe siècle et plus tard, en 1893, elle a été élargie à la base pour des problèmes de stabilité.

#### Palais Othon
Il a été construit en 1472, pour le compte d’Alessandro et Ranuccio Othon, par les architectes Costantino et Giovan Battista da Lugano. Le palais renaissant est en face de la Piazza Enrico Mattei et contribue à la rendre originale pour la pluralité stylistique des bâtiments qui l’entourent. Au dos se trouve une cour qui, à travers une loge aérienne encore présente, le reliait à une autre propriété de la famille. Depuis 1998, le rez-de-chaussée abrite la bibliothèque municipale dédiée à l’écrivain Libero Bigiaretti écrivain de Matelica.

#### Théâtre municipal Giuseppe Piermarini

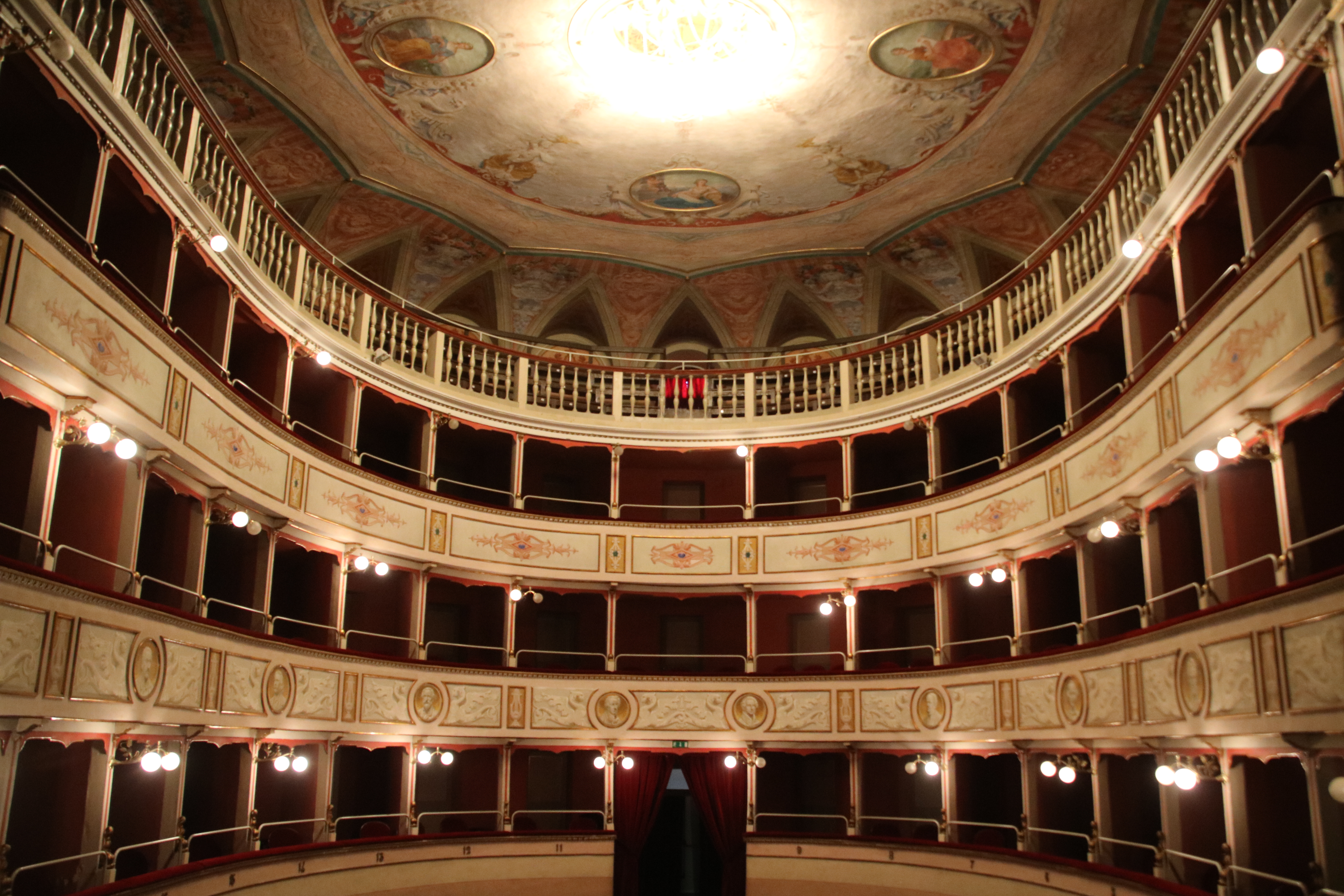
Théâtre communal G. Piermarini

Le théâtre date de 1805. Sa structure est en petites scènes, trois ordres plus le poulailler ; il a un aspect très élégant. La conception est due au célèbre Giuseppe Piermarini, qui fut architecte de la Scala de Milan, tandis que les décorations picturales, datées entre 1810 et 1812, sont à attribuer au peintre Spiridione Mattei. Au théâtre sont conservées des pièces archéologiques relatives à des restes d’habitation de l’âge du fer et à une station thermale d’époque romaine (Ier – IIe siècle). Le théâtre a été inauguré en 1812 avec l’exécution de trois mélodrames, Ser Marcantonio de Stefano Pavesi, Oh, quel original de Giovanni Simone Mayr et Le soi-disant philosophe de Giuseppe Mosca. Aujourd’hui, il accueille la saison théâtrale de la Ville et de nombreux autres événements. Dans son foyer, récemment rénové, se trouve un œnothèque du Verdicchio di Matelica, qui promeut le vin primé.

#### Le Globe de Matelica
Le Globe de Matelica est une sphère de marbre blanc cristallin, découverte en 1985, représentant un modèle unique d’horloge solaire qui nous est parvenu depuis l’Antiquité. Le marbre avec lequel il a été réalisé est grec et provient peut-être de la carrière d’Aphrodisias dans la région d’Éphèse, aujourd’hui en Turquie. Il s’agit d’un marbre particulier, composé de gros cristaux, qui brillent lorsqu’ils sont exposés à une source de lumière. Sa circonférence mesure 93 cm, très proche de celle de deux "coudées fileterei" (une coudée filetereo correspondait à 46,83 cm), d’où on obtient le diamètre qui est de 29,6 cm, qui, par hasard, correspond exactement à celle d’un "pied attique ». La sphère est divisée exactement en deux par une incision, de la même manière que l’équateur divise la Terre. L’hémisphère supérieur est lui-même divisé en deux par un autre sillon, qui coupe un trou, situé approximativement au sommet du globe, et le centre de trois cercles concentriques (calottes sphériques) de différents diamètres. Ces trois circonférences sont à leur tour coupées en leur centre par un arc de cercle ayant le même rayon de mesure que le plus grand. Autour de ces circonférences sont encore visibles des mots gravés en alphabet grec ancien ; au sommet de l’hémisphère supérieur il y a treize trous, dont trois, le sommet et les deux endroits le long du sillon qui divise en deux le globe, ont un diamètre supérieur aux autres. À côté de chaque trou ont été gravées autant de lettres de l’alphabet grec ancien. Enfin, dans la partie inférieure du globe a été creusée une dépression conique se terminant par un grand trou rectangulaire, qui servait à fixer la sphère sur une base. Le globe est construit pour fonctionner à une latitude d’environ 43º, comme celle de Matelica, et par conséquent il ne peut qu’avoir été créé pour la ville. La raison pour laquelle les Grecs alors établis à Ankôn (l’actuelle Ancône) se sont tant intéressés à Matelica reste un mystère.  

## Musées

### Museo Piersanti
Fleuron de la ville, il est l’un des plus beaux de la région. Il plonge son origine dans le XVIIe siècle lorsque Mgr. Venanzio Filippo Piersanti, né à Matelica en 1688, commença à l’intérieur de son palais une collection d’objets de haute valeur historique, culturelle et artistique. Le palais est donné au chapitre et à la cathédrale Sainte-Marie par un testament en 1901 de la marquise Teresa Capaci Piersanti. Tous les objets contenus dans le palais n’avaient en commun que le caractère de la valeur, appartenant à tous les domaines qu’il s'agisse de peintures, de sculptures, d’objets d’artisanat ou d'imprimerie, et bien plus encore. C’est par cette combinaison irrationnelle d’œuvres et d’objets et de pièces archéologiques, que le musée a acquis une caractéristique et une originalité tout à fait propres et intéressantes. Au fil des années, le musée s’est progressivement enrichi de toiles, peintures et sculptures, grâce à l’apport de diverses églises locales, de Confréries, de la Commune et, récemment, pa le don du peintre local Diego Pettinelli, composé de cent quinze pastels avec des vues de Matelica, et avec un échantillon de tissus et de dentelles de grande valeur appartenant à la famille Murani Mattozzi de Matelica, de quelques habits des XVIIe, XVIIIe et XIXe siècles. La nouvelle Chambre d’Argenterie a été ouverte au public ces dernières années. Le musée se présente le long d’un itinéraire comprenant trois salles au rez-de-chaussée et seize au premier étage.

### Musée archéologique
Le musée est installé à l’intérieur du Palais Finaguerra, édifice historique, situé près du complexe monumental de San Francesco. Le palais remonte, dans son aspect actuel, à une période allant de la fin du XVIIIe siècle au début du XIXe siècle, période où ont été réalisées les décorations picturales des pièces du premier et du deuxième étage. Le musée expose des pièces archéologiques provenant de Matelica et de ses environs ; celles-ci couvrent un arc chronologique assez large, qui va de la Préhistoire jusqu’au Moyen Âge et à l’époque de la Renaissance. Particulièrement représentée est la période relative à la civilisation picena, avec les riches trousseaux des tombes des VIIIe et VIIe siècles av. J.-C.. Les tombes de la phase "orientalisante" (fin VIIIe -début VIe siècle av. J.-C.). D’un intérêt exceptionnel, également en raison de sa rareté, est l’horloge solaire sphérique en marbre avec des inscriptions en grec, connu comme le Globe de Matelica, daté entre le Modèle:SP-.

## Folklore
- Celui qui parcourt, en marchant ou en courant, sept tours autour de la fontaine de la place Enrico Mattei, sous la supervision d’un préposé de l’Association Pro Matelica, est récompensé avec le Permis de Conduire du Fou. Cette tradition dérive d’une ancienne loi des Othons, qui obligeait toutes les personnes en faillite à faire douze tours autour de la fontaine en criant : «J’ai cédé tous mes biens et pour cela plus personne me croit. ».

- «Si à Matelica on fermait les Portes de la Ville, ce serait un asile de fous. » dixit le pape Sixte V.
- Les quatre statues qui jettent l’eau dans la fontaine de la place Enrico Mattei sont placées dans la direction des points cardinaux et les matelicates leur ont donné des surnoms affectueux : La Sirène au nord, Maccagnano à l’est, Biutino au sud et La Rapide à l’ouest.

## Personnalités liées à la commune
- Luca di Paolo da Matelica peintre associé à l’école de Camerino
- Raffaele Fidanza, peintre et portraitiste du XVIIIe siècle

- Gentile da Matelica Beato, né à Matelica au XIVe siècle, mort à Trabzon en Turquie. Missionnaire franciscain en Égypte, Asie Mineure, Perse et Arménie. Ses reliques furent transférées de Trabzon en la basilique des Frari de Venise par le Doge Marco Cornaro.

- Piergentile da Matelica, peintre actif à Matelica entre 1515 et  1530. Peintre de formation ombrienne, qui collabora avec Venanzio da Camerino nella Chiesa di San Medardo di Arcevia alla pala di S. Anna (1592).
- Taleesa (1971-), chanteuse, est née à Matelica.

## Administration
| Période                                  | Période | Identité | Étiquette | Qualité |
| ---------------------------------------- | ------- | -------- | --------- | ------- |
|                                          |         |          |           |         |
| Les données manquantes sont à compléter. |         |          |           |         |

### Hameaux
Balzani, Braccano, Castiglione, Cavalieri, Colferraio, Collepere, Colli, Mistriano, Pezze, Piane, Poggeto, San Nicola, Terricoli, Valbona, Vinano

### Communes limitrophes
Apiro, Castelraimondo, Cerreto d'Esi, Esanatoglia, Fabriano, Fiuminata, Gagliole, Poggio San Vicino, San Severino Marche